# Bălăbănești, Galați
Bălăbănești là một xã thuộc hạt Galați, România. Dân số thời điểm năm 2002 là 4020 người.